# Amyntas (Galatien)
Amyntas (altgriechisch Ἀμύντας Amýntas; † 25 v. Chr.) war von 36 v. Chr. bis zu seinem Tod König von Galatien und einiger angrenzender Länder.
Amyntas stammte aus dem phrygisch-pisidischen Grenzgebiet der römischen Provinz Asia. Er gelangte durch seinen Reichtum und großen Grundbesitz zu politischem Einfluss und trat zunächst als Sekretär und Truppenbefehlshaber des galatischen Königs Deiotaros hervor. Im römischen Bürgerkrieg nach Caesars Ermordung kommandierte Amyntas für Deiotaros galatische Hilfstruppen, welche die Heere der Caesarmörder Marcus Iunius Brutus und Gaius Cassius Longinus unterstützten, ging aber nach der ersten Schlacht bei Philippi (Oktober 42 v. Chr.) auf die Seite der Triumvirn Marcus Antonius und Octavian über.
Nach dem Tod des Deiotarus (40 v. Chr.) trat zunächst dessen Enkel Kastor die Herrschaft über Galatien an. Antonius ernannte Amyntas 39 v. Chr. zum König von Pisidien. Dort hatte Amyntas sich allerdings zuerst gegen Räuberbanden und Rebellen durchzusetzen. Hilfe bekam er dabei von Termessos. Offenbar bewährte er sich bei dieser Aufgabe, so dass er von Antonius 36 v. Chr. zu einem bedeutenderen Klientelkönig gemacht wurde. Zu dieser Zeit nahm Antonius nach der mühsamen Abwehr der Parther eine Neuordnung der östlichen Vasallenstaaten vor und setzte vertrauenswürdige Klientelherrscher in Kleinasien und Syrien ein. Amyntas bekam nun Galatien sowie Teile Lykaoniens und Pamphyliens, obwohl er nicht der Führungsschicht dieser Gebiete entstammte. Gleichzeitig setzte Antonius auch weitere landfremde Herrscher wie Polemon I. und Archelaos ein, die damit sehr von ihm abhängig waren, da sie sich auf keine dynastischen Ansprüche stützen konnten. Über die größte Aufwertung ihrer Stellung konnte sich freilich Antonius’ Geliebte, die ägyptische Königin Kleopatra, freuen.
Als Sextus Pompeius nach seiner Niederlage gegen Octavian in Antonius’ Reichshälfte flüchtete und dort Kämpfe anfing, musste er bald vor den Streitkräften von Marcus Titius und Gaius Furnius ins Innere Bithyniens zurückweichen. Diese beiden Vertrauten des Antonius nahmen die Verfolgung von Pompeius auf, an der sich auch Amyntas beteiligte. Der Galaterkönig konnte schließlich mit seinen 1500 Reitern Pompeius vor Erreichen der Küste bei Mideion in Phrygien einholen und gefangen nehmen. Er lieferte Pompeius an Titius aus, der die Hinrichtung des hochrangigen Gefangenen anordnete (35 v. Chr.).
Als sich die Auseinandersetzungen zwischen Antonius und Octavian zur entscheidenden militärischen Konfrontation in Griechenland zuspitzten, gehörte Amyntas zunächst zu den Antonius unterstützenden Klientelkönigen, ging aber mit seinen 2000 Reitern 31 v. Chr. vor der Schlacht bei Actium auf die Seite Octavians über. Dafür tastete der siegreiche Octavian – der bald als Kaiser den Namen Augustus annahm – Amyntas’ Stellung nicht an und vergrößerte dessen Territorium sogar um Teile von Pisidien, Isaurien und Kilikia Tracheia. Als Amyntas 25 v. Chr. sein Reich noch weiter ausdehnen wollte und gegen die isaurischen Homonadeis zu Felde zog, wurde er im Verlauf der kriegerischen Ereignisse getötet. Galatien wurde als römische Provinz eingezogen.